# Brandon McCarthy
Brandon Patrick McCarthy, ameriški bejzbolist, * 7. julij 1983, Glendale, Kalifornija, ZDA.
McCarthy je ameriški poklicni metalec in trenutno član ekipe Los Angeles Dodgers.

## Ljubiteljska kariera
Leta 2001 je zaključil šolanje na srednji šoli Cheyenne Mountain High School v mestu Colorado Springs, Kolorado, svoje univerzitetne dni pa preživljal na univerzi Lamar Community College. 

## Poklicna kariera

### Nižje podružnice
McCarthy je bil izbran v 17. krogu nabora lige MLB leta 2002 s strani ekipe Chicago White Sox.
Leta 2003 je v nižjih podružnicah spisal zavidljivo statistiko in prikazal odličen nadzor nad svojimi meti. V 101 menjavi je z udarci izločil 125 odbijalcev in dovolil le 15 prostih prehodov na bazo. Leta 2004 je vodil vse nižje podružnice v izločitvah z udarci- zbral je kar 202. 

### Liga MLB

#### Chicago White Sox
McCarthy je v ligi MLB prvič nastopil 22. maja 2005 kot začetni metalec na tekmi proti ekipi Chicago Cubs. Tistega dne je občasno še nekajkrat začel, v letu 2006 pa si je prislužil mesto v razbremenilskem kadru ekipe.

#### Texas Rangers
23. decembra 2006 je bil McCarthy skupaj z Davidom Paisanom poslan k ekipi Texas Rangers, v Chicago pa so odšli John Danks, Nick Masset in Jake Rasner. V svojem prvem letu z ekipo (in prvem celotnem kot začetni metalec) je McCarthy utrpel mnoge poškodbe, med njimi recimo prelom v desni lopatici, zaradi katerega je odsedel kar 2 meseca. Nič kaj več sreče ni imel v sezoni 2008, saj mu je vnetje v desnem komolcu, ki ga je dobil med spomladanskim uigravanjem, preprečilo igranje v večjem delu leta. 

#### Oakland Athletics
Z ekipo iz Oaklanda je McCarthy kot prosti igralec podpisal 14. decembra 2010.
Kot član začetne postave metalcev je McCarthy v sezoni 2011 izboljšal svojo metalsko tehniko in imel svojo najboljšo sezono v karieri. Od 25 tekem, ki jih je začel, jih je pet tudi zaključil. Svojo zalogo metov je predelal tako, da je povečal uporabo 2-šivne hitre žoge in vrezane žoge, s čimer je povečal odstotek žog, odbitih po tleh in znižal odstotek dovoljenih domačih tekov, povečal pa je še nadzor nad svojimi meti in omejil predane proste prehode na bazo. Leto je končal z najboljšo statistiko FIP ("Metanje, neodvisno od lovljenja") med vsemi metalci v Ameriški ligi.
V sezoni 2012 trenutno vodi svojo ekipo v kategoriji izločitev z udarci. 